# روبية هندية
الروبية هي وحدة العملة في الهند وتنقسم إلى 100 بيسة (قال بعض علماء اللغة العربية الهنود بأن بيسة بمعني فلس) (بالإنجليزية: Paise) (بالأردية : پیسہ). كانت العملة المتداولة في الإمارات قبل قيام الاتحاد.
الروبية الهندية
تُعتبر الروبية الهندية بمثابة العملة الرسمية المُستخدمة في الهند،[١] كما تستخدم الباكستان هذه العملة، وتنقسم الروبية إلى مئة بيزة، ويُذكر أنَّ اسم العملة مُشتق من المصطلح السنسكريتي (rupya) والذي يعني الفضة، ويُستخدم مصطلح الروبية كاسم للوحدة النقدية في كلّ من موريشيوس، ونيبال، وسيشل، ويتولّى بنك الاحتياطيّ الهنديّ مهمّة إصدار الأوراق النقدية والعملات المعدنية، وتتزيّن الأوراق النقدية بصورة زعيم القرن العشرين موهانداس غاندي، وتصدر الروبية الورقية بفئات من 10 إلى 1000 روبية، بينما يتمّ إصدار العملات المعدنية بفئاتها المتعدّدة، والمتمثّلة بـ 25 بيزة، و 50 بيزة، و1، و2، و5 روبية.  
تاريخ العملة الهندية
استخدمت الهند العملات المعدنية في فترة العصور الوسطى، وفي الفترة الواقعة ما بين عامي 1540 و1545 حكم السلطان شير شاه صوري البلاد، وأشرف على العملات المعدنية، واستمر استخدام العملة الفضية خلال فترة المغول، وعصر ماراثا، والهند البريطانية، وبعد فترة لاحقة أُدخلت الروبيات الورقية بواسطة كلّ من بنك هندوستان، وبنك البنغال، والبنك العام للبنغال وبيهار.[٣] شهد القرن التاسع عشر انخفاضاً في قيمة الروبية؛ وذلك بعد اكتشاف رواسب الفضة في بعض المستعمرات الأوروبية والولايات المتحدة؛ إذ انخفضت قيمة الفضة مقارنةً مع قيمة الذهب، ولكن البريطانيون فشلوا في تقليص شعبية الروبية أمام الجنيه الإسترلينيّ البريطانيّ، وبعد ثورة عام 1857م أصبحت الروبية هي العملة الرسمية في الهند، وطُبعت صورة الملك جورج السادس عليها بدلاً من التصميمات السابقة، وفي عام 1862م اعتُمدت صورة الملكة فيكتوريا، وفي عام 1935م بدأ بنك الاحتياطي الهندي مهمّة توزيع أوراق الروبية، وفي فترة ما بعد الاستقلال جرى إصلاح النظام النقدي الهنديّ
العملات الهندية الحديثة
أُصدرت عملات الروبية الأوليّة التي تمَّ سكّها في الهند عام 1950م، وفي عام 1957م طُرحت مجموعة نقدية أخرى، حيث تضمّنت فئات 1، و2، و5، و10، و25 روبية، وبالتالي فإنَّ العملات المعدنية الهندية شهدت عبر مرّ السنين العديد من التغيّرات، ويُذكر أنَّ حكومة البلاد أصدرت عملات معدنية تحمل مطبوعات لشخصيات دينيّة وتاريخيّة هنديّة ورجال دولة ما بعد الاستقلال، كما أُصدرت عملات تذكاريّة، ومثال ذلك إصدار العملة ذات الفئة 100 للاحتفال بالذكرى المئة لعودة المهاتما غاندي إلى الوطن.
العملات الورقية
أصدرت الحكومة الهندية أول العملات الورقية في عام 1861م، حيث تخلّصت البلاد من التصميمات الاستعمارية في فترة ما بعد الاستقلال، وتمثّل إصدار المهاتما غاندي بعدد من الفئات، وهي: 5، و10، و20، و50، و100 روبية، وفي الفترة الحالية يتمّ تداول هذا الإصدار، ويُشار إلى أنّ فئات 500 و2000 روبية يتمّ تضمينها في إصدار المهاتما غاندي الجديدة، وتتبنّى الحكومة المركزية الهندية مسؤولية تصميم الأوراق النقدية؛ وذلك بناءً على مشورة المجلس المركزي للبنك الاحتياطي.